# Batalla del canal d'Òtranto
|  | Aquest article tracta sobre la batalla de la Primera Guerra Mundial. Si cerqueu la batalla de la Segona Guerra Mundial, vegeu «Batalla del canal d'Òtranto (1940)». |

La batalla del canal d'Òtranto de 1917 va ser un atac de la K.u.K. Kriegsmarine (flota austrohongaresa) a la barrera d'Òtranto, un bloqueig naval de la Triple Entesa del canal d'Òtranto. La batalla va tenir lloc entre el 14 i 15 de maig de 1917 i va ser la batalla naval més important de la mar Adriàtica durant la Primera Guerra Mundial.
La barrera estava formada per xarxes, camps de mines marines, avions, submarins, patrulles de drifters armats i forces navals de superfície, principalment de la base de Bríndisi. L'armada austrohongaresa va planejar d'atacar la barrera d'Òtranto amb una força de tres creuers lleugers i dos destructors, sota el comandament de l'almirall Miklós Horthy, en un intent de trencar la barrera per a permetre als submarins un accés més lliure a la Mediterrània per a poder atacar els vaixells enemics. Una flota naval aliada va respondre a la incursió i durant la batalla va quedar molt danyat el creuer austrohongarès SMS Novara. No obstant això, la sortida d'una gran flota austrohongaresa de la base de Kotor va persuadir al contraalmirall Alfredo Acton, el comandant aliat, a retirar-se.

## Antecedents
El canal d'Otranto, situat entre Corfú i el sud de península italiana, és el que permet el pas entre la mar Adriàtica i la mar Mediterrània.
Durant la Primera Guerra Mundial, els aliats van tractar de bloquejar el canal per a impedir l'accés de l'armada austrohongaresa a la Mediterrània i evitar així la interrupció trànsit naval aliat. La barrera d'Òtranto es componia principalment de camps de mines, patrulles de drifters armats i forces de superfície amb base a Brindisi, però estava lluny de ser hermètica, ja que era difícil d'evitar el pas dels submarins enemics.
La barrera, en teoria, tenia una longitud de 60 milles nàutiques i seguia el paral·lel d'Òtranto. Es va dividir en 3 zones; al nord els italians; al centre els britànics; al sud els francesos. Les dues primeres zones estaven sota el comandament italià i la zona dels francesos restava sota el seu propi comandament. Aquesta multiplicitat de nacionalitats i manaments no va millorar l'eficàcia de la barrera.
Pels austrohongaresos i pels alemanys que van vindre de reforç, la barrera era «molesta però no difícil.» Els vaixells passaven sense obstacles i els opositors no eren prou forts com per a preocupar-se. Malgrat això, la barrera no era del tot inútil: el 13 de maig de 1916, el submarí SM U-6 va quedar atrapat en una xarxa que el va obligar a pujar a la superfície i un drifter el va enfonsar; el 30 de juliol, el submarí SM UB-44 va ser atacat i enfonsat; el 17 d'octubre el submari SM U-16 va ser enfonsat. Es van produir moltes escaramusses durant tota la guerra, però la lluita més important es va dur a terme el 15 de maig de 1917.

## Les forces en el camp de batalla

### La Triple Entesa
L'objectiu dels aliats era barrar el pas dels vaixells de les Potències Centrals.
- La barrera dels drifters :

El 1915, l'Almirallat britànic va traslladar 65 drifters de la mar del Nord per a reforçar la barrera i per a caçar submarins.
Eren petites embarcacions de pesca de 30 metres de llarg, de 35 tones i amb una tripulació de 10 homes. Operaven en grups per mitja dotzena, arrossegant xarxes metàl·liques d'una longitud total de 1.000 metres i una profunditat de 20 metres. Aquestes xarxes estaven equipades amb boies lleugeres i granades, que anunciaven la presència dels submarins que quedaven atrapats a la xarxa, ja sigui encenent les boies o detonant les granades.
Cadascun dels drifters estava equipat amb una ràdio, amb la qual podia demanar suport i ajuda a altres unitats millor equipades, com destructors, per a destruir els submarins descoberts.
El 1917, ja hi havia 112 drifters vigilant la barrera.
- Grups de suport :

Els drifters rebien el suport d'unitats més pesades, encarregades de fer patrulles per a interceptar vaixells austrohongaresos. Alguns d'aquests grups van participar en el combat:
- Grup Dartmouth.
  - HMS Dartmouth, creuer lleuger britànic de 5000 tones. Tenia un pont cuirassat de 6 a 25 mm amb armament. La seva velocitat era de 25 nusos.
  - HMS Bristol, creuer lleuger britànic. La seva velocitat era de 23 nusos.
  - Aquila, creuer lleuger italià.
  - 4 torpediners italians: Schiaffino, Mosto, Pilo i Acerbi.
- Grup Mirabello.
  - Mirabello, creuer lleuger italià de 4500 tones i construït pocs anys abans de comenár la guerra. Està armat amb peces de 152 mm i té un pont cuirassat de 20 a 45 mm. La seva velocitat era de 28 nusos.
  - Cimeterre, destructor francès.
  - Commandant Rivière, destructor francès.
  - Bisson, destructor francès.
  - Boutefeu, destructor francès.
- Grup Marsala.
  - Marsala, creuer lleuger italià de 3470 tones i construït el 1913. Està armat amb sis peces de 120 mm, sis de 76 mm i tres tubs llançatorpedes. Té un pont cuirassat de 20 a 45 mm. La seva velocitat era de 28 nusos.
  - HMS Liverpool, creuer lleuger britànic.
  - Racchia, creuer lleguer italià.
  - 4 torpediners

### Les Potències Centrals
Sota el comandament de l'almirall Miklós Horthy, una petita flota havia d'atacar la barrera i causar el màxim de danys per a permetre als submarins passar més fàcilment a la Mediterrània per a poder atacar els vaixells enemics.
- Els creuers :
- SMS Novara.
- SMS Helgoland.
- SMS Saida.

Els tres creuers, de 3500 tones, eren de la classe Novara, construïts respectivament el 1915 i els altres dos el 1914. Estaven armats amb nou canons de 100 mm, vuit de 70 mm i sis tubs llançatorpedes de 530 mm. La seva velocitat era de 28 nusos.
L'almirall Horthy va fer modificar els pals dels creuers per a fer-los semblants als destructors britànics.
- Els destructors :

Dos destructors tenien la funció de netejar el camí als destructors.
- SMS Csepel.
- SMS Balaton.

Els dos vaixells són de la classe Tátra. Van ser construïts el 1913. Pesaven 850 tones, tenien una velocitat de 32 nusos i estaven armats amb dos canons de 100 mm, sis de 65 mm i dos tubs llançatorpedes de 450 mm.
- Els submarins :

Es van utilitzar tres submarins.
- U-4, construït el 1909, desplaçava 300 tones sota l'aigua i estava armat amb dos tubs llançatorpedes de 450 mm. Tenia una tripulació de 21 homes.
- U-27, construït el 1916 en la base de Pula amb els plans del model del submarí alemany UB-II. Desplaçava 300 tones sota l'aigua i estava armat amb un canó de 75 mm i dos tubs llançatorpedes de 450 mm. Tenia una tripulació de 23 homes.
- UC-25 (minador), construït el 1916, desplaçava 400 tones sota l'aigua.[N 3]

## Preludi
Sota el comandament de l'almirall Horthy, tres creuers austrohongaresos (el SMS Novara, el SMS Saida i el SMS Helgoland), modificats per a semblar grans destructors britànics, van anar a atacar els drifters durant la nit del 14 de maig i tractar de destruir la major quantitat possible abans de l'alba. Els destructors SMS Csepel i SMS Balaton tenien la missió de fer un atac de distracció davant la costa d'Albània per a confondre als aliats. També van participar dos submarins austrohongaresos (el SM U-4 i el SM U-27), juntament amb el submarí alemany SM UC-25. Una força de suport composta pel creuer cuirassat SMS Sankt Georg, dos destructors i un nombre de torpediners estava a l'espera per si els assaltants tinguessin problemes. El vell predreadnought SMS Budapest i un grup de torpediners també estaven disponibles per si calia.
Un destructor de patrulla aliada estava en la zona en la nit del 14 de maig, al nord de la barrera. El vaixell insígnia de la flotilla italiana, el Mirabello, estava acompanyat pels destructors francesos Comandant Rivière, Bisson i Cimeterre. També estava en la zona el destructor italià Borea, escortant un petit comboi de Vlorë. Havia un grup de suport en la base de Bríndisi, format pels creuers britànics HMS Dartmouth, HMS Bristol i diversos destructors francesos i italians.

## L'atac als drifters
Els austrohongaresos van salpar Kotor a les 20:00 h del 14 de maig. Els dos destructors es van avançar per a netejar el camí.

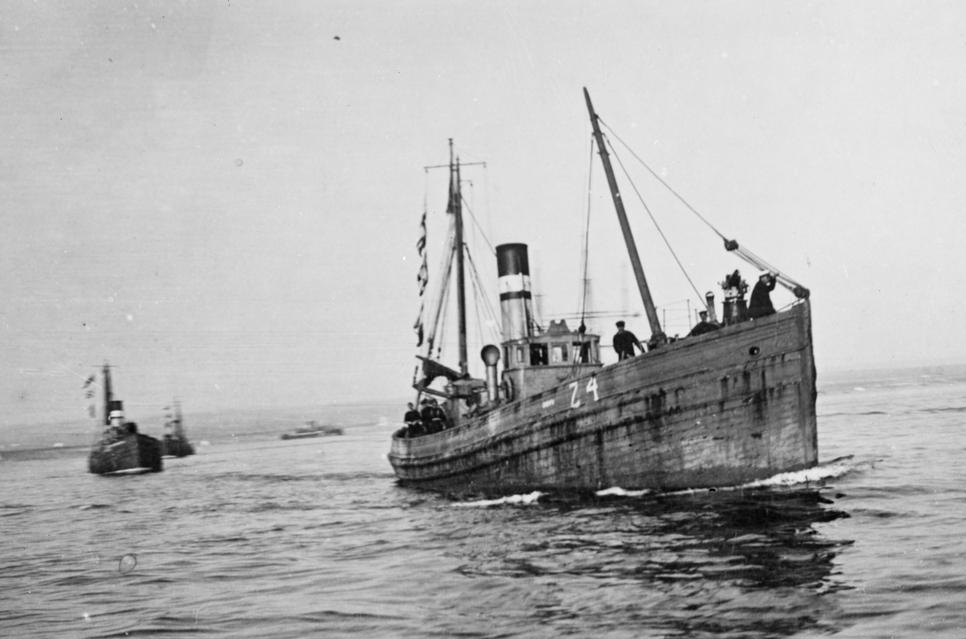
Drifters britànics navegant cap a la barrera d'Òtranto

Gairebé al mateix temps, el grup Mirabello va partir Bríndisi. La seva missió era la de caçar els possibles vaixells austrohongaresos que tractessin d'atacar la barrera. El grup va creuar el canal i es va dirigir cap a l'est i després cap al nord al llarg de la costa albanesa, abans de tornar a Bríndisi.
Aproximadament a les 03:25 h, el comboi italià escortat pel Borea va ser atacat pels destructors austrohongaresos SMS Csepel i SMS Balaton. Els austrohongaresos van enfonsar al Borea i al vaixell mercant Caroccio, que anava carregat de municions. Un segon vaixell va ser incendiat i abandonat.
El SMS Novara, el SMS Saida i el SMS Helgoland van ser capaços de passar a través de la línia de drifters i a les 03:30 h van començar a atacar els petits vaixells de la barrera. Ells drifters van tractar de demanar ajuda enviant missatges per ràdio i llençant bengales. Amb freqüència, els austrohongaresos advertien a les tripulacions dels drifters d'abandonar el vaixell abans d'obrir foc. En alguns casos, les tripulacions dels drifters van optar per lluitar amb el seu petit canó de 57 mm.
Hi havia 47 drifters en la barrera durant la nit del 14 de maig; els austrohongaresos van aconseguir enfonsar 14 drifters i danyar 4. La manca de protecció va obligar a la retirada dels drifters de la barrera, però només durant poc temps.

## Batalla
En aquest moment, les forces navals aliades de la zona estaven al corrent de la batuda i estaven en condicions de bloquejar la retirada dels vaixells austrohongaresos. A les 04:35 h, el contralmirall Alfredo Acton, comandant italià dels grups de suport, va ordenar al grup Mirabello de dirigir-se cap a la barrera, mentre que ell es va embarcar en el creuer lleuger britànic HMS Dartmouth.
A les 06:30 h, els austrohongaresos van veure fum al sud. Es tractava del destructor francès Commandant-Bory, que va sentir el soroll dels canons i va vindre al rescat. Els tres creuers van posar rumb al nord.
A les 06:45 h, els creuers HMS Dartmouth, HMS Bristol i Aquila, juntament amb els destructors italians Mosto, Pilo, Schiaffino i Acerbi, es van dirigir cap al nord en un intent de tallar la retirada als creuers austrohongaresos. El creuers lleugers italians Marsala i Racchia, i els destructors Insidioso, Indomito i Impavido es preparaven per a salpar per a donar suport.
A les 07.00 h, els austrohongaresos es creuen amb el grup Mirabello i comença un combat amb l'artilleria des d'una distància de 8.500 metres. Finalment els aliats, inferiors en artilleria, es van conformar en seguir als vaixells austrohongaresos, però aquests eren més ràpids. Van aparèixer tres torpediners francesos que venien de Corfú.
A les 07:45 h, el grup Dartmouth es troba amb els destructors SMS Csepel i SMS Balaton. Després de 20 minuts de persecució, els destructors italians Aquila i Schiaffino (que tenien una velocitat de 35 nusos) van ser capaços d'apropar-se fins a uns 10.000 metres dels vaixells austrohongaresos i van iniciar un combat amb l'artilleria; un obús del SMS Csepel van impactar contra l'Aquila i li va destruir les calderes. El Schiaffino va continuar la persecució fins que els destructors austrohongaresos es van ficar sota la coberta de les bateries costaneres de Durrës, que els va facilitar la fugida.
A les 08.25 h, el contralmirall Acton ordena que salpi el grup Marsala.
A les 09:00, els guaites del HMS Bristol albiren el fum dels creuers austrohongaresos al sud de la seva posició. Els vaixells aliats es tornen a creuar amb els vaixells austrohongaresos. Aquesta vegada els vaixells britànics tenen una superioritat numèrica i en potència de foc; el HMS Dartmouth estava armat amb vuit canons de 150 mm i el HMS Bristol tenia dos de 150 mm i deu de 100 mm, en comparació amb els nou canons de 100 mm dels vaixells austrohongaresos. Per desgràcia per als aliats, la seva superioritat numèrica es perd ràpidament, ja que els seus destructors estaven ocupats, ja sigui per problemes mecànics o en la protecció dels destructors avariats. Les forces de suport de les dues parts (el grup Sankt Georg dels austrohongaresos i el grup Marsala dels aliats) van ser enviats ràpidament a la batalla.

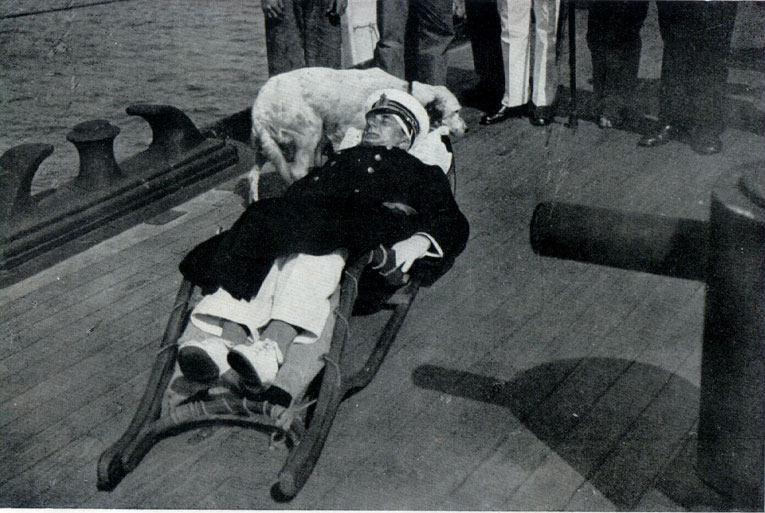
Horthy, greument ferit, al comandament de la flota austrohongaresa fins a caure inconscient.

A les 09.30 h, HMS Dartmouth obre foc sobre el SMS Novara.
A les 09:55 h, un obús destrueix la sala dels mapes del SMS Novara. Un quart d'hora més tard, un altre obús impacta en la coberta, ferint greument a l'almirall Horty.
A les 10.35 obús del HMS Dartmouth esclata en la sala de màquines de popa del SMS Novara i es veu obligat a aturar-se.
A les 11:00 h, el creuer Aquila queda danyat i torna al port de Bríndisi. El contalmirall Acton intenta allunyar el SMS Saida del SMS Novara i del SMS Helgoland. En aquest punt, el SMS Sankt Georg acompanyat d'un creuer s'acosten a l'escenari, fet que va obligar a Acton a retirar les seves forces temporalment. Aquesta ruptura de l'acció va donar el temps suficient als austrohongaresos de salvar el paralitzat SMS Novara; el SMS Saida el va remolcar mentre que el SMS Helgoland els escortava.
Sense saber que el SMS Novara estava greument danyat i tement que els seus vaixells s'apropessin massa a la base naval austrohongaresa de Kotor, Acton decideix interrompre la persecució. El destructor Acerbi va llegir malament el senyal, i va intentar atacar amb torpedes, però el foc combinat del SMS Novara, SMS Saida, i SMS Helgoland el va aturar.
A les 12.00 h, el grup Marsala s'uneix amb el grup Dartmouth, però ja és massa tard per a entrar en combat.
A les 12:05 h, Acton determina la ubicació del SMS Novara, però el grup de Sankt Georg es va unir amb el SMS Novara, el SMS Saida, i el SMS Helgoland. També van arribar els destructors SMS Balaton i SMS Csepel, i tots junts van tornar a Kotor.
A les 13:30 h, el submarí UC-25 va torpedinar al HMS Dartmouth mentre tornava a Bríndisi, ocasionant-li danys greus. L'escorta de destructors van perseguir l'UC-25, deixant al HMS Dartmouth abandonat temporalment fins que va ser remolcat al port. El destructor francès Boutefeu  va intentar perseguir el submarí alemany, però va xocar contra una mina col·locada per UC-25 al matí i es va enfonsar ràpidament.

## Conseqüències

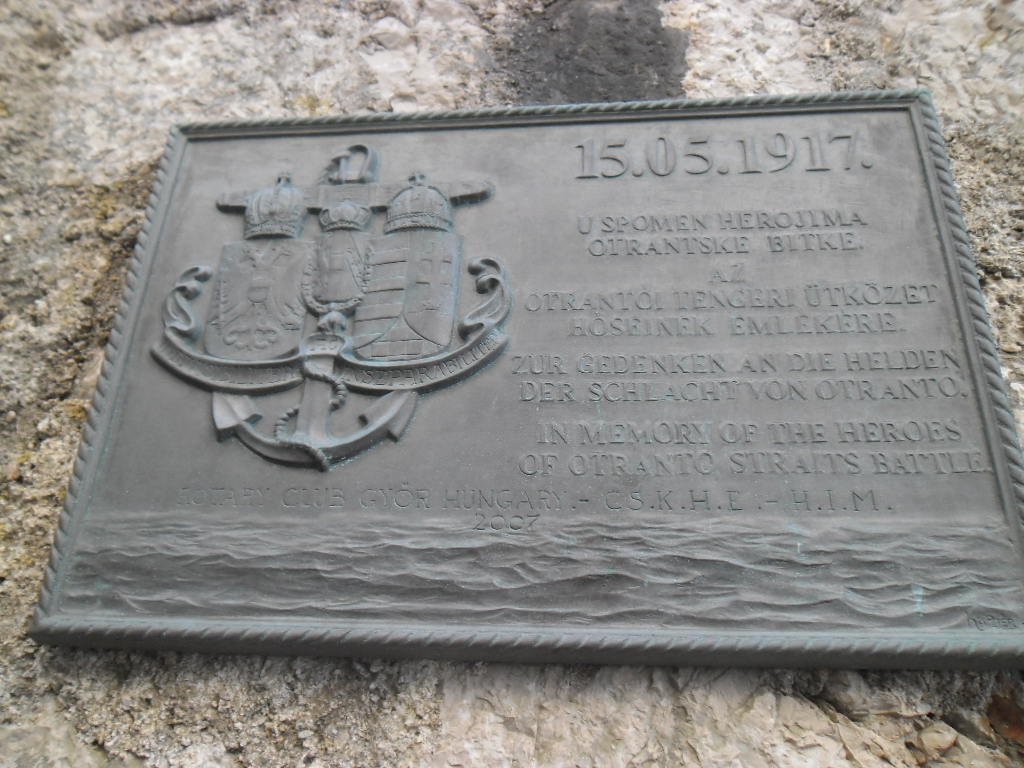
Monument als «herois de la batalla d'Òtranto» en Prevlaka (Croàcia)

Com a resultat de l'atac, el comandament de l'armada britànica va decidir que malgrat que havien suficients destructors per a protegir la barrera, els drifters s'havien d'haver retirat durant la nit. Els drifters només haurien d'estar operatius durant dotze hores diàries, i havien d'abandonar les seves posicions de les 15.00 h de tots els dies.
Malgrat els danys rebuts pels creuers austrohongaresos durant la persecució del HMS Dartmouth i HMS Bristol, les forces austrohongareses van causar danys greus als vaixells de la barrera. A més dels drifters enfonsats o danyats, el submarí UC-25 gairebé va enfonsar al creuer HMS Dartmouth, el destructor francès Boutefeu es va enfonsar, i un comboi de municions va ser interceptat.